# Veljko Urošević
Veljko Urošević (serb. cyrylica Вељко Урошевић, ur. 27 lutego 1978 w Belgradzie) – serbski wioślarz.

## Osiągnięcia
- Mistrzostwa Świata Juniorów – Glasgow 1996 – czwórka bez sternika wagi lekkiej – 12. miejsce[1].
- Mistrzostwa Świata – Zagrzeb 2000 – dwójka bez sternika wagi lekkiej – 7. miejsce[1].
- Mistrzostwa Świata – Lucerna 2001 – dwójka bez sternika wagi lekkiej – 6. miejsce[1].
- Mistrzostwa Świata – Sewilla 2002 – czwórka bez sternika wagi lekkiej – 11. miejsce[1].
- Mistrzostwa Świata – Mediolan 2003 – czwórka bez sternika wagi lekkiej – 16. miejsce[1].
- Igrzyska Olimpijskie – Ateny 2004 – czwórka bez sternika wagi lekkiej – 7. miejsce[1].
- Mistrzostwa Świata – Monachium 2007 – czwórka bez sternika wagi lekkiej – 18. miejsce[1][2].
- Mistrzostwa Europy – Poznań 2007 – czwórka bez sternika wagi lekkiej – 2. miejsce[1].
- Mistrzostwa Europy – Ateny 2008 – czwórka bez sternika wagi lekkiej – 2. miejsce[1].